# Hans Werner Kilz

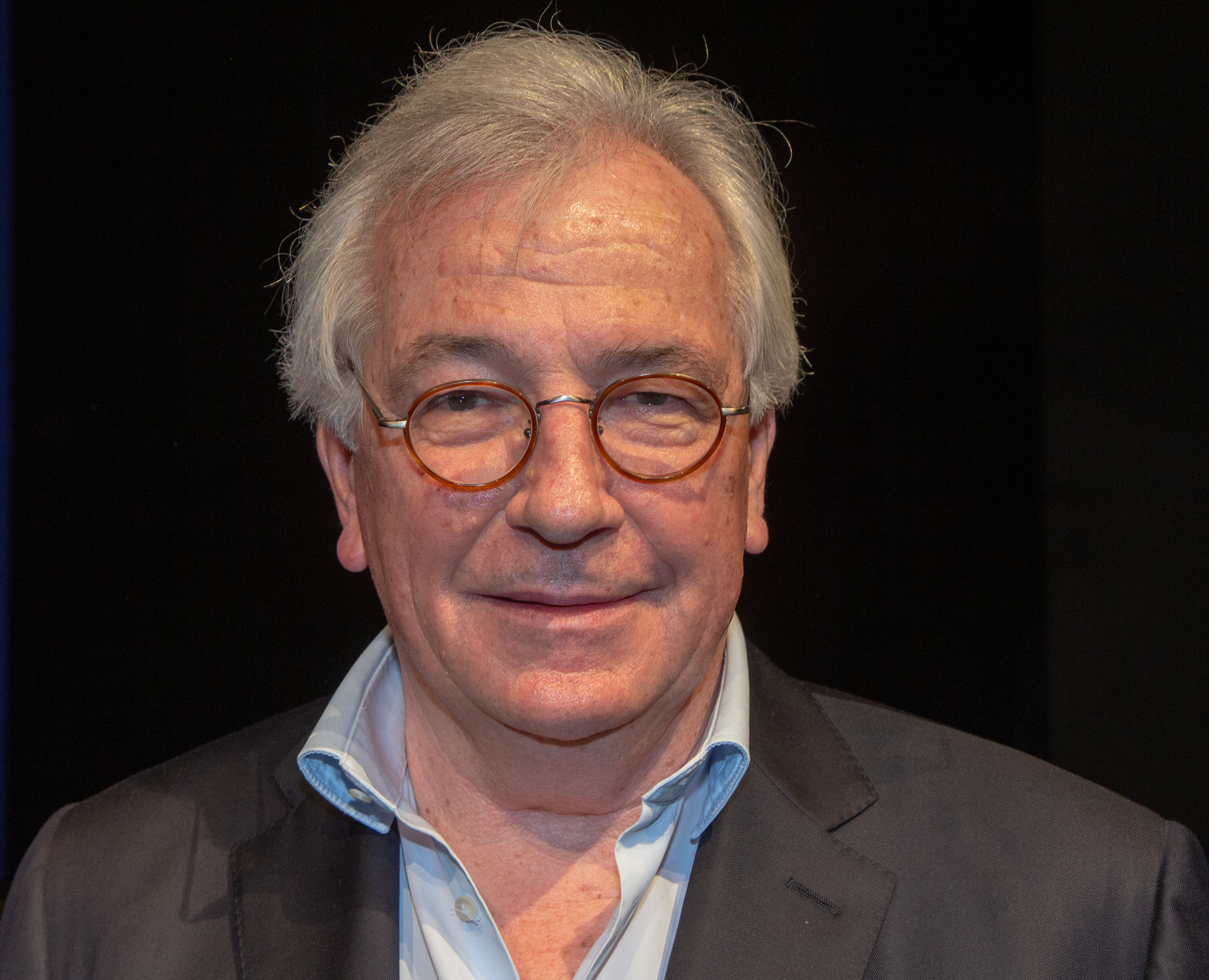
Hans Werner Kilz, 2019

Hans Werner Kilz (* 3. November 1943 in Worms) ist ein deutscher Journalist. Er ist ehemaliger Chefredakteur des Spiegel und der Süddeutschen Zeitung.

## Leben und Wirken
Der 1943 in Worms am Rhein geborene Kilz besuchte die dortige Volksschule und anschließend das örtliche Gymnasium, das er 1963 mit dem Abitur abschloss.
Von 1964 bis 1967 erhielt er seine journalistische Ausbildung in Düsseldorf und am Institut für Publizistik in Mainz. In Mainz wurde er 1968 politischer Redakteur der Allgemeinen Zeitung. 1970 wechselte er zum Spiegel und wurde Inlandsredakteur der Redaktionsbüros, erst in Mainz, dann in Frankfurt am Main. Im Jahr 1981 stieg er zum stellvertretenden Ressortleiter des Spiegels auf und wechselte dazu in die Hauptredaktion nach Hamburg. Nach fünf weiteren Jahren wurde er schließlich Leiter des Deutschland-Ressorts beim Spiegel, was er bis 1989 blieb. Während seiner Hamburger Zeit schrieb er zwei Bücher, von denen sich eines mit der Flick-Parteispendenaffäre und das andere mit der Gesamtschuldebatte befasste.
Von Oktober bis Dezember 1989 war Kilz Fellow an der John F. Kennedy School der Harvard University in Cambridge, Massachusetts. Danach wurde er Chefredakteur des Spiegels, bis ihn Stefan Aust am 16. Dezember 1994 ablöste. Von 1995 bis 1996 verbrachte er ein Jahr als Fellow am Center for International Affairs der Harvard University in Cambridge.
Im Februar 1996 wurde er Chefredakteur der Süddeutschen Zeitung (SZ). Er versuchte, für die SZ neue Märkte zu erschließen: 1999 erschien erstmals eine Berlin-Seite, 2002 ein Regionalteil für Nordrhein-Westfalen. Doch beide Projekte scheiterten: 2002 wurde die Berliner Lokalredaktion aufgelöst, 2003 wurde der NRW-Regionalteil eingestellt, die Redakteure wurden entlassen. Ende 2010 ging Kilz in den Ruhestand. Sein Nachfolger wurde Kurt Kister, der zuvor stellvertretender Chefredakteur gewesen war.
2011 wurde Hans Werner Kilz in den Aufsichtsrat der Mediengruppe M. DuMont Schauberg berufen. Im Januar 2019 wurde Kilz Moderator des Sonntags-Stammtischs im BR Fernsehen und trat somit die Nachfolge von Helmut Markwort an, der die Sendung aufgrund seiner Kandidatur für den Bayerischen Landtag im März 2018 abgeben musste.
Kilz ist verheiratet mit der Journalistin Bettina Musall und hat drei Kinder.

## Auszeichnungen
Er erhielt den Internationalen Publizistik-Preis, Klagenfurt und ist Träger des Bundesverdienstkreuzes am Bande (2005). Am 21. Dezember 2010 wurde Kilz vom Medium Magazin mit dem Ehrenpreis „Lebenswerk“ für seine langjährige Tätigkeit als Chefredakteur der Süddeutschen Zeitung geehrt. Am 18. Januar 2011 wurde Hans Werner Kilz die Carl-Zuckmayer-Medaille verliehen.

## Buchveröffentlichungen
- Gesamtschule – Modell oder Reformruine? Rowohlt, Reinbek 1980, ISBN 978-3-4993-3004-9.
- Flick – Die gekaufte Republik. Herausgegeben mit Joachim Preuss. Rowohlt, Reinbek 1982, ISBN 978-3-4993-3048-3.
- Eingewandert ins eigene Land. Was von Rot-Grün bleibt. Gespräch mit Antje Vollmer. Pantheon, München 2006, ISBN 978-3-5705-5015-1.